# La clemencia de Tito (Naumann)
La clemencia de Tito  (La clemenza di Tito)  fue el quinto “dramma per musica” que el poeta el italiano Pietro Metastasio (1698 – 1782), poeta oficial del Emperador de Austria, proporcionó al compositor Antonio Caldara (Venecia, 1670 – Viena, 1736), a la sazón vice-maestro de capilla de la corte imperial de Viena. Los cuatro libretos anteriores fueron:  Demetrio (1731),  Adriano in Siria (1732),  Olimpiade (1733) y  Demofoonte (1733).
La ópera, dividida en tres actos y cantada en italiano, se estrenó en Viena el día de la onomástica del emperador Carlos VI, en el  Teatro Imperial, el 4 de noviembre de 1734.

## Composición
Las fuentes a las que acudió Metastasio para los hechos históricos que se narran, fueron algunos capítulos de Las vidas de los doce césares, del historiador romano Suetonio, presentando a Tito como un tirano magnánimo, muy en la línea del Despotismo ilustrado imperante en la época.

## Estreno

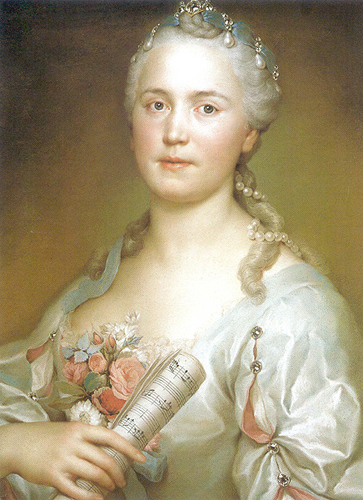
Catarina Regina Mingotti por Rafael Mengs, (1745).

En 1769, el compositor alemán Johann Gottlieb Naumann (Blasewitz, 1741 – Dresde, 1801) retomó el libreto de Metastasio para componer una ópera homónima, en tres actos y cantada en italiano, que fue estrenada con motivo del enlace matrimonial entre Federico Augusto I de Sajonia y Maria Amalia del Palatinado, en el Hoftheater de Dresde, el 1 de febrero.

## Personajes
| Personaje                                        | Tesitura | Reparto el 1 de febrero de 1769 Director: Johann Gottlieb Naumann |
| ------------------------------------------------ | -------- | ----------------------------------------------------------------- |
| Tito (emperador romano)                          | tenor    | Giuseppe Luigi Tibaldi                                            |
| Vitellia (hija del emperador romano Vitelio)     | soprano  | Catarina Regina Mingotti                                          |
| Servilia (hermana de Sesto y enamorada de Annio) | soprano  | ?                                                                 |
| Sesto (amigo de Tito y enamorado de Vitellia)    | castrato | Gaspare Pacchierotti                                              |
| Annio (amigo de Sesto y enamorado de Servilia)   | tenor    | ?                                                                 |
| Publio (comandante de la guardia pretoriana)     | bajo     | ?                                                                 |

## Argumento
La acción se desarrolla en Roma, en el año 79.

La patricia romana Vitellia, hija del anterior emperador, despechada por el rechazo de Tito, decide asesinarlo. Convence a su enamorado Sesto para que provoque un incendio, y en el tumulto, acabe con la vida del emperador. Sesto se debate entre cumplir los deseos de su amada o traicionar a su amigo el emperador. 

Las preferencias de Tito se dirigen hacia la joven Servilia, hermana de Sesto, y enamorada de Annio. Cuando el emperador declara su pasión a Servilia, ésta le confiesa su amor por Annio, pero se muestra obediente a acatar el deseo de su emperador. Tito, admirado por la sinceridad y lealtad de Servilia, permite a ésta unirse a Annio. 

Se produce el intencionado incendio en el capitolio. Sesto, entre el tumulto de las llamas y el humo, cree asestar un golpe mortal a Tito, pero su puñal no ha herido al emperador, sino a un cómplice. El senado condena a muerte a los implicados en el intento de magnicidio. Tito duda entre aplicar la ley o perdonar a su querido amigo Sesto, pues lo cree incapaz de traicionarlo. Finalmente, ante la multitud reunida en el anfiteatro, Tito manda llamar a Sesto y le concede el perdón. Vitellia se arroja a los pies del emperador y también es perdonada. Todos alaban la clemencia de Tito.

## Influencia
Metastasio tuvo gran influencia sobre los compositores de ópera desde principios del siglo XVIII a comienzos del siglo XIX. Los teatros de más renombre representaron en este período obras del ilustre italiano, y los compositores musicalizaron los libretos que el público esperaba ansioso. La clemencia de Tito fue utilizada por más de 40 compositores para componer otras tantas óperas; sin embargo el paso del tiempo ha hecho caer en el olvido a todas ellas, salvo la compuesta por Mozart.